# Terrorregimet
Terrorregimet eller "rædselsherredømmet" under den franske revolution varede fra september 1793 til juli 1794. Andre mener, det allerede begyndte i 1792 med Septembermassakrerne eller endda så tidligt som juli 1789 med de første drab under revolutionen.

## Den politiske terror
I juni 1793 blev en ny demokratisk fransk grundlov vedtaget; men inden den trådte i kraft, indførtes en revolutionær undtagelsestilstand. Den voldsomme brutalitet, den udartede til, skyldtes delvis, at Frankrig var kommet i krig med dronningens hjemland Østrig og med Preussen, Storbritannien, Spanien, Portugal og Nederland. Ikke mindre alvorligt udbrød der borgerkrig i de sydlige og de vestlige dele af landet. Dertil var modsætningerne store mellem de forskellige revolutionære fraktioner, og lederne Georges Danton og Maximilien Robespierre blev begge henrettet i det terrorregime, de selv havde igangsat. I 1793/94 blev henved 17.000 mennesker dømt til døden og henrettet som "kontrarevolutionære". Medregnet de summariske henrettelser af oprørere, som blev pågrebet med våben i hånd, kommer antallet af henrettede op mod 40.000.
Den politiske terror havde til formål at sikre politisk enhed blandt befolkningen, så revolutionen, regeringen og dens velfærdsudvalg ikke mødte modstand i opbygningen af Frankrig som republik. Udrensningerne begyndte med det aristokrati, der havde mistet al magt ved monarkiets fald.
Men det medførte også store udrensninger i parlamentet på begge politiske fløje. I første omgang fik Robespierre enorm magt, baseret på de radikale revolutionære partier jakobinerne og La Montagne. Siden blev både de og Robespierre ramt af udrensningerne.
I 1794 blev Johann Friedrich Diedrichsen halshugget som den eneste danske statsborger, der blev offer for terrorregimet.

## Den økonomiske terror
Den økonomiske terror skulle standse inflationen i Frankrig. Det skete gennem forskellige love, der lagde loft over priser på livsnødvendige varer som brød. Dette prisloft, maximum général, på de vigtigste fødevarer, gjorde det muligt for statslige opkøbere at skaffe billigt korn til hæren; men der opstod hurtigt en sortbørs, som velfærdsudvalget bekæmpede med dødsstraf. Maksimalpriserne førte til nominelt lavere fødevarepriser, hvad der gjorde sansculotterne - "de bukseløse" - i Paris til terrorregimets vigtigste støttepiller, da sansculotterne bestod af de lavere klasser for hvem fødevarepriser var vigtigere end for de højere klasser.

## Den religiøse terror
Den religiøse terror var først rettet mod katolicismen, dernæst mod alle kristne samfund og blev primært gennemført af Joseph Fouché, der udførte brutale aktioner mod kirken. De skabte stor usikkerhed, og derfor misbilligede Robespierre Fouchés aktioner for at afkristne samfundet. Gejstlige blev deporteret og henrettet, og kirker holdt lukket. I stedet fremmede man en "fornuftens kult", ophøjet til en art civilsamfundsreligion i form af "kulten for Det højeste væsen". Gudstjenester og private religiøse møder blev forbudt; religiøs opdragelse ligeså. Saint- blev fjernet fra gadenavne.